# Phương pháp Reid
Phương pháp Reid là một kĩ thuật thẩm vấn được phát triển tại Hoa Kỳ bởi ông John E. Reid vào những năm 1950. Reid là một nhà tâm lí học, một chuyên gia đa đồ thị và là cựu cảnh sát Chicago. Kĩ thuật này được biết đến với việc tạo ra môi trường áp lực cao cho đối tượng được thẩm vấn, sau đó là thực hiện sự cảm thông rồi đề nghị thấu hiểu, giúp đỡ, nhưng chỉ khi đối tượng sắp thú nhận. Kể từ khi được phổ biến vào những năm 1960, phương pháp Reid đã trở thành trụ cột trong thủ tục tra khảo của cảnh sát, đặc biệt là ở Hoa Kỳ.
Những người ủng hộ phương pháp Reid cho rằng phương pháp này rất hữu ích trong việc trích xuất thông tin từ những nghi phạm bất hợp tác. Các nhà phê bình thì cho rằng kĩ thuật này dẫn đến tỉ lệ thú nhận sai cao một cách không thể chấp nhận được, đặc biệt là từ những người chưa thành niên hay bị suy giảm tinh thần. Ngược lại, những chỉ trích trên cũng được san bằng - rằng đối với những nghi phạm có ý chí ngoan cố, thì kĩ thuật này khiến họ ngừng khai và không đưa ra bất kì thông tin nào nữa, thay vì đưa ra những lời nói dối kiểm tra được nhằm xác định các chi tiết có tội hoặc minh oan cho người vô tội.

## Hoàn cảnh
Năm 1955 tại Lincoln, Nebraska, ông John E. Reid đã giúp nhận được lời thú tội từ một nghi phạm, Darrel Parker, về tội giết vợ của mình. Vụ án này đã tạo nên danh tiếng của Reid, phổ biến kĩ thuật thẩm vấn của ông. Ngày hôm sau, nghi phạm Parker rút lại lời thú tội, nhưng nó đã là bằng chứng chống lại anh tại phiên toà xét xử. Parker bị kết án tù chung thân bởi bồi thẩm đoàn. Rồi sau đó lại được xác định là vô tội, do một người đàn ông khác đã thú nhận và bị phát hiện là hung thủ thực sự. Parker khởi kiện tiểu bang về tội kết án sai trái; trả cho anh ta 500.000 đô la tiền bồi thường.
Bất chấp vụ thú nhận sai của Parker, Reid vẫn là đồng tác giả của một văn bản giải thích các kĩ thuật thẩm vấn của ông. Reid qua đời vào năm 1982 nhưng công ty của ông, là John E. Reid and Associates, thì vẫn tiếp tục phát triển: vào năm 2013, công ti được dẫn dắt bởi chủ tịch Joseph Buckley, một người đã được Reid thuê. Vào năm đó, công ti này đã "đào tạo nhiều thẩm vấn viên hơn bất kì công ti đào tạo nào khác trên toàn thế giới", và kĩ thuật thẩm vấn của Reid đã được các cơ quan thực thi pháp luật thuộc nhiều loại khác nhau áp dụng, đặc biệt có ảnh hưởng ở Bắc Mĩ.

## Quy trình
Phương pháp Reid bao gồm một quy trình ba giai đoạn, bắt đầu bằng việc phân tích manh mối, sau đó là phân tích hành vi (một quá trình không buộc tội để phát triển thông tin điều tra), tiếp sau đó là chín bước thẩm vấn của Reid khi đã vào thế thích hợp. Theo hướng dẫn quy trình, chỉ nên thẩm vấn các cá nhân khi mà thông tin thu được từ điều tra đã cho thấy đối tượng có liên quan trực tiếp đến việc thực hiện hành vi phạm tội.
Trong phương pháp Reid, thẩm vấn là cả một quá trình buộc tội, trong đó điều tra viên nói với nghi phạm là kết quả điều tra đã chỉ ra rõ ràng rằng họ đã thực hiện hành vi phạm tội này. Việc hỏi cung theo hình thức độc thoại do điều tra viên trình bày chứ không phải dạng hỏi đáp với nghi phạm. Phong thái lí tưởng của điều tra viên trong quá trình thẩm vấn cần là thái độ hiểu biết, kiên nhẫn và không hạ thấp nhân cách. Mục tiêu của người sử dụng phương pháp Reid là làm cho nghi phạm dần dần thoải mái hơn khi nói ra sự thật. Mục tiêu này được thực hiện bằng các phán đoán đầu tiên của điều tra viên và rồi cung cấp cho nghi phạm các cấu trúc tâm lí khác nhau để biện minh cho hành vi của họ.
Ví dụ, việc đưa ra câu hỏi có thể thúc đẩy sự thừa nhận tội, "Anh đã lên kế hoạch cho việc này cả rồi hay nó chỉ bất ngờ xảy ra?" Đây được gọi là một câu hỏi thay thế, nó dựa trên giả định ngầm về hành vi phạm tội. Các nhà phê bình coi chiến lược này là nguy hiểm, cho rằng nó phụ thuộc vào thiên kiến xác nhận (củng cố niềm tin hoặc giả định không chính xác, không đúng) và có thể dẫn đến việc sớm thu hẹp cuộc điều tra.

### Chín bước thẩm vấn
Chín bước thẩm vấn của phương pháp Reid là:
1. Đối đầu trực tiếp. Nói cho nghi phạm rằng các bằng chứng đã dẫn cảnh sát tin rằng nghi phạm đã thực hiện hành vi phạm tội. Cho phép người đó cơ hội sớm để giải thích lí do tại sao hành vi phạm tội lại diễn ra.
2. Cố gắng đổ tội lỗi từ nghi phạm sang người khác hoặc là một số hoàn cảnh đã thúc đẩy nghi phạm phạm tội. Nghĩa là, phát triển các giả thuyết mang tính biện minh về mặt tâm lí hoặc bào chữa cho hành vi phạm tội. Các giả thuyết có thể được phát triển hoặc thay đổi để tìm ra giả thuyết mà bị cáo thích ứng nhất.
3. Cố gắng giảm thiểu tần suất nghi phạm cố chối tội.
4. Lúc này, bị cáo thường sẽ đưa ra lí do hợp lôgic rằng tại sao mình không thể thực hiện hành vi phạm tội. Cố gắng vận dụng số lí do này để hướng tới sự thú nhận những gì họ đã làm.
5. Củng cố sự chân thành để đảm bảo rằng nghi phạm có thể tiếp thu được.
6. Nghi phạm sẽ trở nên im lặng hơn và lắng nghe. Xoay chủ đề của cuộc thẩm vấn sang việc đưa ra các lựa chọn thay thế. Nếu nghi phạm khóc tại thời điểm này, thì suy ra tội.
7. Đặt ra "câu hỏi thay thế", đưa ra hai lựa chọn cho những gì đã xảy ra, tức động cơ gây án; một lựa chọn mang tính được xã hội chấp nhận hơn cái còn lại. Nghi phạm được cho là sẽ chọn phương án dễ dàng hơn, nhưng dù chọn phương án nào thì nghi phạm cũng phải thừa nhận tội. Luôn luôn có một lựa chọn thứ ba là duy trì rằng họ vô tội.
8. Dẫn dắt nghi phạm lặp lại việc thừa nhận tội ngay trước sự chứng kiến của nhân chứng, phát triển thông tin chứng thực để thiết lập tính hợp lệ của lời thú tội.
9. Ghi lại lời khai nhận / thú nhận của nghi phạm, yêu cầu nghi phạm chuẩn bị một tài liệu ghi lại (âm thanh, video hoặc văn bản).

## Giá trị pháp lí
Những người chỉ trích cho rằng kĩ thuật này tạo ra những lời thú nhận sai quá dễ dàng, đặc biệt là với trẻ vị thành niên hay với những người nói ngôn ngữ thứ hai không phải là thứ tiếng mẹ đẻ của họ và cả với những người có khả năng giao tiếp đang bị ảnh hưởng bởi khuyết tật về tâm thần (như giảm năng lực trí tuệ). Mặc dù các tranh cãi này vẫn thừa nhận rằng kĩ thuật này có thể "hiệu quả" trong việc tạo ra lời thú tội, nhưng việc buộc bên có tội phải thú nhận thì chưa chính xác, thay vào đó, lại khiến những người được thẩm vấn bị căng thẳng đẩy đến giới hạn tinh thần. Các nhà phê bình cũng không thích cách cảnh sát thường áp dụng kĩ thuật này đối với những đối tượng có tội không rõ ràng, khi mà chỉ cần thu thập thêm vài thông tin trong các cuộc thẩm vấn không căng thẳng lại có thể hữu ích hơn cho cả việc kết tội nghi phạm có tội và minh oan cho những nghi phạm vô tội.
Trong số 311 người được minh oan thông qua xét nghiệm DNA sau khi kết án, hơn một phần tư đã thú tội sai - bao gồm cả những người bị kết án trong một số vụ án khét tiếng như Central Park Five.
Một số chi tiết nhỏ hơn mà ông Reid đưa ra cũng đã được đưa vào câu hỏi thẩm vấn. Ví dụ, Reid tin rằng những biểu hiện "thổ lộ" ra như bồn chồn chính là dấu hiệu nói dối, và thường tin rằng những người thẩm vấn cảnh sát được đào tạo có thể kiểm tra trực giác những lời nói dối chỉ bằng cách những biểu hiện này lộ ra. Các nghiên cứu sau đó đã chỉ ra rằng thực chất không hề có mối tương quan hữu ích nào giữa một vài chuyển động cơ thể (như phá vỡ giao tiếp bằng mắt hay bồn chồn) với việc nói ra sự thật. Mặc dù cảnh sát có thể hiệu quả trong việc phá vỡ những lời nói dối, nhưng đó phải là thông qua việc thu thập các bằng chứng mâu thuẫn; Các sĩ quan cảnh sát đã cho thấy rằng họ không giỏi hơn những người bình thường là bao trong việc phát hiện nói dối chỉ đơn thuần từ lí thuyết trong đào tạo.
Một số quốc gia châu Âu đã cấm một số kĩ thuật thẩm vấn hiện đang được phép ở Hoa Kỳ, chẳng hạn như việc nhân viên thực thi pháp luật nói dối nghi phạm về bằng chứng, do nguy cơ nhận tội sai và kết án oan sai rất có thể xảy ra, đặc biệt là với người chưa thành niên. Ví dụ, §136a của Strafprozessordnung của Đức (StPO, "bộ luật tố tụng hình sự") cấm việc lừa dối và đe dọa trong quá trình thẩm vấn; Phương pháp Reid cũng mâu thuẫn với nghĩa vụ của cảnh sát Đức là phải thông báo đầy đủ cho nghi phạm về quyền im lặng của họ trong tố tụng.
Tại Canada, thẩm phán Mike Dinkel của tòa án cấp tỉnh vào năm 2012 đã ra phán quyết rằng "tước bỏ đến những yếu tố cơ bản, thì phương pháp Reid là một thủ tục giả định tội lỗi, đối đầu, mang tính thao túng tâm lí chỉ với mục đích trích xuất ra một lời thú tội".
Vào tháng 12 năm 2013, một bản sao còn chưa chỉnh sửa của sổ tay thẩm vấn bí mật thuộc FBI đã được phát hiện ra trong Thư viện Nghị viện Hoa Kỳ, vốn có sẵn cho mọi người xem. Sách hướng dẫn xác nhận Liên đoàn Tự do Dân sự Mĩ lo ngại rằng các nhân viên FBI đã tiến hành sử dụng phương pháp Reid trong nhiều cuộc thẩm vấn trong lịch sử.
Việc lạm dụng các phương pháp thẩm vấn bao gồm tình trạng các viên chức lại đối xử tích cực với các nghi phạm bị buộc tội và nói dối nghi phạm về lượng bằng chứng chứng minh tội lỗi của họ. Những tuyên bố phóng đại như vậy về bằng chứng, chẳng hạn như video hoặc bằng chứng di truyền, khi kết hợp với những thủ đoạn cưỡng chế như đe dọa gây tổn hại, hứa khoan hồng, thì sẽ có khả năng khiến nghi phạm vô tội bị choáng ngợp về mặt tâm lí.

### Các mô hình thay thế
Mô hình PEACE (Chuẩn bị và Lập kế hoạch, Triển khai và Giải thích, Kê khai, Kết thúc và Đánh giá) được phát triển ở Anh được nhận định là đã "khuyến khích nhiều sự đối thoại hơn giữa điều tra viên và nghi phạm".
Vào năm 2015, Cảnh sát Hoàng gia Canada đã áp dụng một tiêu chuẩn mới chịu ảnh hưởng của mô hình PEACE. Trung sĩ Darren Carr, huấn luyện viên cảnh sát với cách tiếp cận mới, mô tả nó là "ít Kojak hơn và nhiều Ts. Phil". Cách tiếp cận này tránh sử dụng thông tin lừa đảo để áp đảo nghi phạm. Nó nhấn mạnh việc thu thập thông tin hơn là đưa ra lời thú tội và không khuyến khích các nhà điều tra đi suy đoán tội của nghi phạm.